# Коршуниха (локомотивное депо)
Локомотивное депо Коршуниха (ТЧЭ-11 Восточно-Сибирской железной дороги) — предприятие железнодорожного транспорта в городе Железногорск-Илимский Иркутской области.

## История
Строительство железнодорожных путей на участке Лена-Тайшет велось медленно, так как все работы проводились в основном вручную, ввиду малого количества техники. В 1951 году было организовано паровозное депо «Купа» на станции Мерзлотная. В 1956 году было построено паровозное депо «Илим» на станции Среднеилимская (ранее станция носила название Затопляемая, Илим) и коллектив депо «Купа» переехал в депо «Илим». Управление временной эксплуатации было в Заярске «Трест Филимонова»
11 октября 1958 года решением Совета Министров СССР № 32 организовано внеклассное отделение ж.д. ВСЖД с названием Вихоревское, в состав которого входит и паровозное депо Затопляемая, 1 разряда.
Приказом МПС СССР № 72 от 15 декабря 1958 года "О приемке в постоянную эксплуатацию новой железнодорожной линии Тайшет-Лена протяженностью 700 километров принять в постоянную эксплуатацию от Министерства транспортного строительства основные паровозные депо на ст. Затопляемая 2 разряда — ТЧ-10; оборотное паровозное депо на ст. Мерзлотная.
В связи с предстоящим затоплением территории станции Илим и поселка, коллектив депо Илим был переведен в депо Коршуниха.
В 1961 году — переход с паровозной тяги на тепловозную. В 1966 году — переход на электрическую тягу.
Ныне депо Коршуниха является оборотным от депо Вихоревка.
На сегодня ведется активное строительство нового корпуса депо и рассматриваются проекты по созданию основного депо Коршуниха.

## Подвижной состав
Приписной парк депо составляют электровозы 2ЭС5К и тепловозы ТЭМ18ДМ. До перехода на электровозную тягу эксплуатировались тепловозы 2ТЭ10М.

## Тяговые плечи
Депо обеспечивает грузовые и пассажирские перевозки на плечах: 
- Коршуниха — Лена;
- Коршуниха — Вихоревка;
- Коршуниха — Рудногорск.

## Начальники депо
Некоторые руководители депо: Смирнов С. И., Воронов Р.Я., Ветров В. Н., Макоткин В. Т., Федоткин В. К., Блинов А. А., Сысолятин А. П. (ныне возглавляет Дирекцию пригородных перевозок ВСЖД), Воротилкин А. В.(ныне вице-президент ОАО «РЖД») ×××   